# 核砲弾

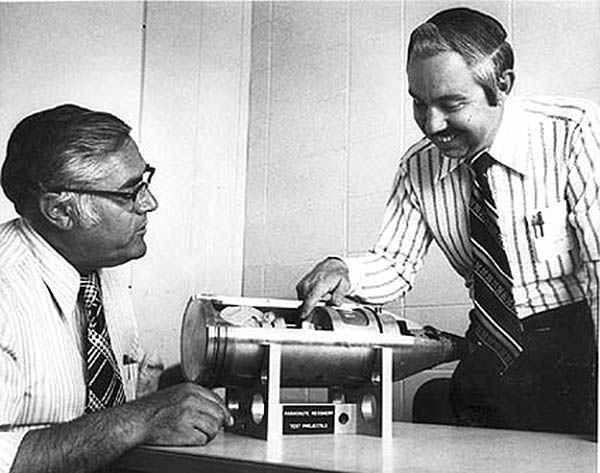
W48 155mm 核砲弾

核砲弾（かくほうだん）は、冷戦期に作られた戦術核兵器の一つで、弾頭に核兵器を搭載した砲弾のことである。

## 概要
核兵器の小型化が進んでいない時代にアメリカ合衆国で最初に作られた核砲弾は、1952年から配備が進められたW9核砲弾である。口径が280mmもある巨大なものであり、専用のアトミックキャノンと呼ばれるカノン砲により発射されるが、その巨大さ故に運用が困難であった。
W9核砲弾はW19核砲弾に更新されたりしたが、核兵器の小型化とともに1957年には203mm砲向けのW33核砲弾が実用化され、1963年には155mm砲向けのW48核砲弾の部隊配備が開始された。戦術核兵器として中性子弾頭のW79-0核砲弾も開発された。この他、アメリカ海軍もアイオワ級戦艦の16インチ砲向けにW23核砲弾を開発・配備している。冷戦後のアメリカ合衆国は戦術核兵器の前線配備を中止したため、核砲弾は配備されていない。
核砲弾の実射試験は一度のみであり、1953年5月25日にアメリカ・ネバダ核実験場で行われた、アップショット・ノットホール作戦（Upshot-Knothole）の一つ『グレイブル』（Upshot-Knothole Grable）においてW9核砲弾が実験された。

## アメリカ合衆国の核砲弾

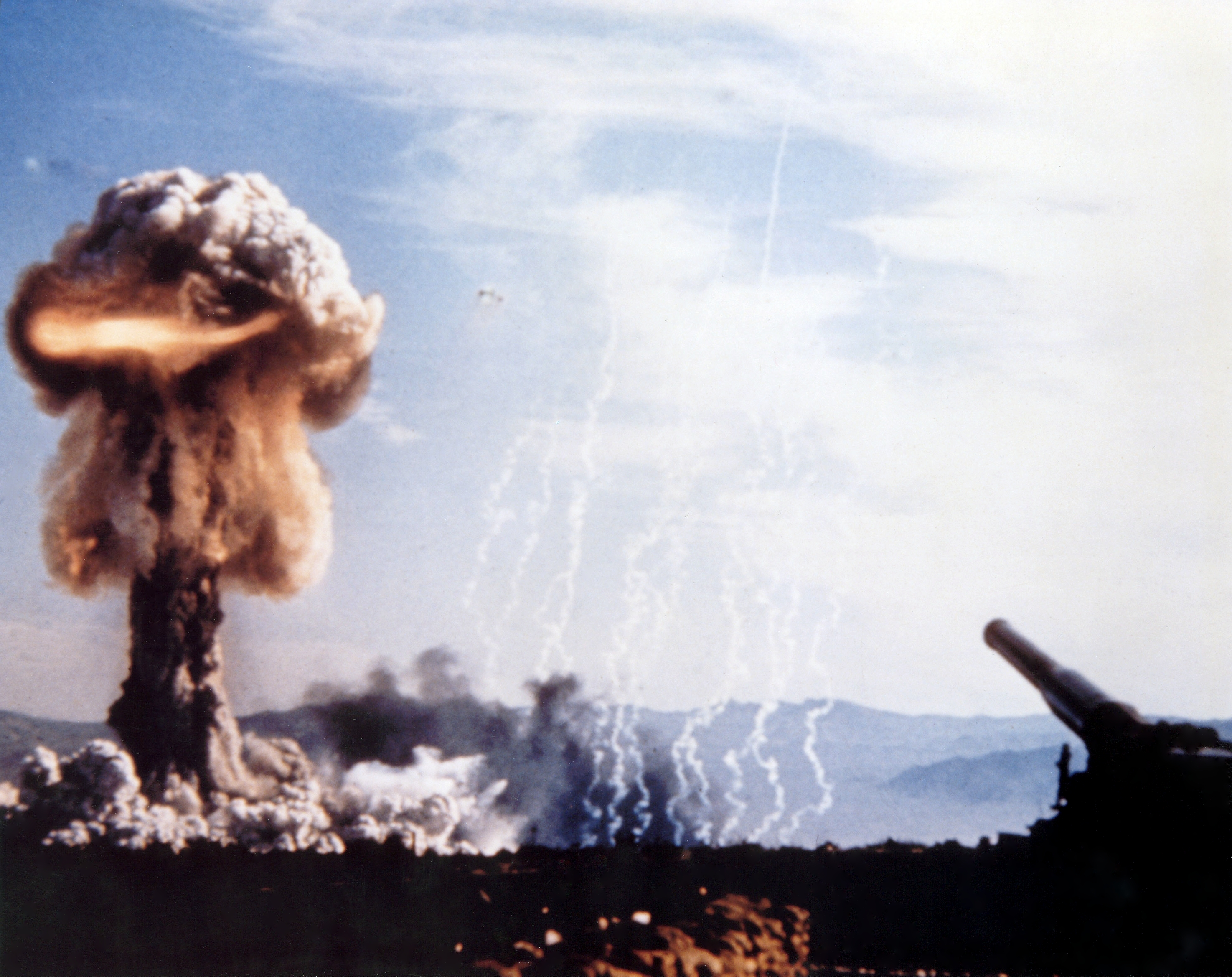
1953年に行われたW9核砲弾の実験（アップショット・ノットホール作戦）。 M65 280mmカノン砲で発射。核出力は広島に投下されたのと同じ15kt

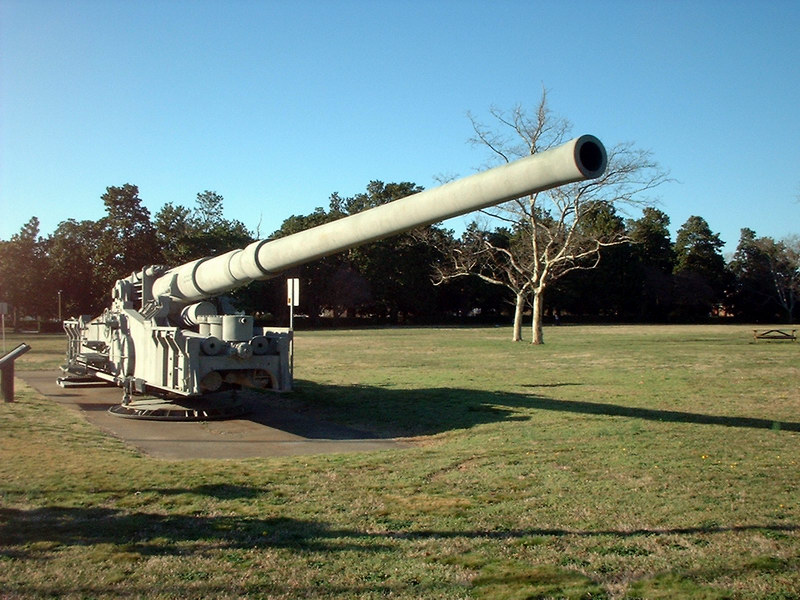
M65 280mmカノン砲

- 16インチ砲弾（406mm アメリカ海軍艦砲）
  - W23 -（1956年-1962年）ガンバレル型
- 280mm砲弾（M65 280mmカノン砲）
  - W9（1952年-1957年）ガンバレル型
  - W19 -（1955年-1963年）ガンバレル型, W9の改良型
- 240mm砲弾
  - W32 -（1955年開発中止）
- 8インチ砲弾 (203 mm)
  - W33 -（1957年-1992年）ガンバレル型
  - W75 -（1973年開発中止）
  - W79 -（1981年-1992年、W79-0は中性子弾頭）
- 155mm砲弾
  - W48 -（1963年-1992年）インプロージョン方式
  - W74 -（1973年開発中止）
  - W82 -（W82-0 中性子弾頭は1983年開発中止、W82-1 核分裂弾頭は1990年開発中止）